# Anna Campori

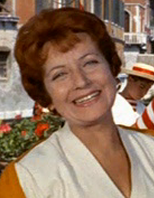
Anna Campori, 1958

Anna Campori (* 22. September 1917 in Rom; † 19. Januar 2018 ebenda) war eine italienische Schauspielerin.

## Leben
Campori, Tochter von Schauspielern, wurde im römischen Viertel Trastevere geboren, wo sie bis zu ihrem Tod lebte. Sie besuchte ein klassisches Gymnasium.
Bereits in Kinderjahren debütierte sie auf der Bühne, als sie als Teil der Truppe ihres Vaters als Liedsängerin eingesetzt wurde. In späteren Jahren gehörte sie auch anderen Kompagnien an. In den 1930er Jahren lernte sie bei Auftritten in Neapel das Trio De Vico kennen, mit dessen Mitglied Pietro De Vico (die anderen waren dessen Cousins Antonio und Mario) sie bald auch in privater Beziehung stand und den sie im März 1937 heiratete. Mit den Brüdern De Vico trat sie auch auf und bediente das Avanspettacolo sowie Revuetheater der damaligen Zeit; während der Zeit bis zum Zweiten Weltkrieg war sie häufig auf Inlandstourneen.
1940 gründete sie mit dem Trio De Vico eine neue Revuegruppierung, in der sie bei den aufgeführten Revuen die Rolle der Primadonna übernahm. Für ein Jahrzehnt blieben die Ensemblemitglieder, durchaus erfolgreich, in dieser Weise künstlerisch verbunden, bis Campori 1951 die Truppe verließ, um neben Erminio Macario in Enrico Bassanos La bisbetica sognata aufzutreten. Nächste Stationen waren ein neues Ensemble mit Alberto Semprini, Katyna Ranieri und Achille Togliani, mit dem sie in erster Linie musikalische Stücke gab. Ebenfalls 1951 wurde sie erstmals für eine Kinorolle engagiert und spielte in Una bruna indiavolata von Carlo Ludovico Bragaglia eine tragende Nebenrolle. Bis 1970 folgte eine große Anzahl von Filmen, in denen Campori allerdings nie über den Status der Charakterrolle hinauskam; mehrere Male war sie neben Komiker Totò als dessen Frau besetzt.
Am Teatro Verdi in Triest gab Campori 1953 die Bombon in Il Paese dei Campanelli und im Jahr darauf die Fifì in Sogno di un valzer von Oscar Straus sowie die Claretta in Al cavallino bianco, wo sie neben Nuto Navarrini im Castello di San Giusto auftrat.
Ihre größte Bekanntheit erreichte sie jedoch durch eine Fernsehrolle, nämlich der Interpretation von „Giovanna, der Großmutter des Schwarzen Korsaren“, die 1961 auf Kinder und Jugendliche zugeschnitten war und immense Popularität genoss, sodass zwei Folgeserien bis 1966 entstanden. Dabei fungiert die von ihr gespielte Giovanna als Anführerin einer Truppe bizarrer Personen, unter ihnen Nicolino (von Pietro de Vico dargestellt) und Majordomus Battista (Giulio Marchetti). Neben ihrer nie aufgegebenen Bühnentätigkeit spielte sie in den 1970er Jahren u. a. in Io non spezzo… rompo (1971), Storia di fifa e di coltello - Er seguito d'er più (1972) und in Un uomo, una città (1974).
In der Saison 1979/1980 war sie auf der Bühne neben Renato Rascel zu sehen, bevor in den 1980er Jahren eine dauerhafte Zusammenarbeit mit Theaterregisseur Antonio Calenda begann, und unter dessen Leitung etliche Klassiker zu sehen waren: L'inventore del cavallo von Achille Campanile, Miles gloriosus von Plautus und Le rose del lago von Franco Brusati. Weitere Film- und Fernseharbeiten (darunter ein 1991 entstandener letzte gemeinsamer Auftritt mit ihrem Mann in Ladri di futuro) kamen hinzu.
Im selben Jahr 1981 gab Campori am „Teatro Lirico Giuseppe Verdi“ in Trieste die Rosa in L'acqua cheta neben Daniela Mazzucato, William Matteuzzi und Sandro Massimini unter der Regie von Gino Landi und zwei Jahre darauf die Madama Picon in „Madama di Tebe“ von Carlo Lombardo neben erneut Mazzucato, Massimini und Max Renè Cosotti.
Bei der Wiedereröffnung des Teatro Ambra Jovinelli, an dem sie mit Mann und Cousins häufig gearbeitet hatte, war sie 1981 als Ehrengast zugegen und interpretierte einen Sketch. Ihr letzter Kinoauftritt erfolgte in The Accidental Detective 2003; insgesamt spielte sie in rund 70 Filmen. 2007 war sie Gast in Pippo Baudos Fernsehshow Domenica in, bei der sie zehn Jahre zuvor neben ihrem Mann anlässlich der Goldenen Hochzeit interviewt worden war.
Der letzte Fernsehauftritt Camporis war 2010.

## Filmografie (Auswahl)
- 1951: Una bruna indiavolata
- 1953: Un turco napoletano
- 1956: Die schönsten Tage des Lebens (I giorni più belli)
- 1957: … und vergib mir meine Schuld (Ascoltami)
- 1957: Eine Nacht mit 16 Blondinen (Serenate per 16 bionde)
- 1958: Der Windhund von Venedig (Venezia, la luna e tu)
- 1959: Dieser Schatz von Papa (Quel tesoro di papà)
- 1960: Dieb aus Leidenschaft (Risate di gioia)
- 1961: Giovanna, la nonna del Cordaro Nero (Fernsehserie)
- 1962: Le nuove avventure di Giovanna, la nonna del Corsaro Nero (Fernsehserie)
- 1966: Giovanna alla riscossa più forte di un bicchiere di gin (Fernsehserie)
- 1967: Ric e Gian alla conquista del West
- 1984: Wie im Flug (Voglia di volare) (Fernsehserie)
- 2003: The Accidental Detective